# إرين أردوغان
إرين أردوغان (بالتركية: Eren Erdoğan)‏ هو لاعب كرة قدم تركي، ولد في 22 مايو 2001 في طربالة ‏ في تركيا.

## وصلات خارجية
- إرين أردوغان على موقع اتحاد تركيا (لاعب) (الإنجليزية)
- إرين أردوغان على موقع قاعدة بيانات كرة القدم.إي يو (الإنجليزية)
- إرين أردوغان على موقع Soccerway.com (الإنجليزية)